# Qu Qianmei
Avís. En els noms xinesos el cognom va al davant (en aquest cas Qu), Quianmei es pot traduir com “Bella flor de prunera”.
Qu Qianmei (xinès:瞿倩梅; pinyin: Qú Qiànméi) és una pintora xinesa contemporània que va néixer el 10 d'octubre de 1956 a Ruian, província de Zhejiang. Va estudiar cal·ligrafia a l'Escola Normal de Ruian (1979). El 1986 va residir a França on hi va viure durant 23 anys, realitzant les seves pintures de forma tradicional. Finalment, al seu país també és una artista consagrada. Actualment té la residència a Pequín.
Notable pintora abstracta. L'any 2001 mitjançant la seva amiga Chow Ching Ling, Qu coneix personalment Wang Yancheng. Durant el període 2001-2008 intenta donar una visió artística síntesi del taoïsme i el cristianisme. El 2006 obté la Medalla de Plata de pintura contemporània de l'Assemblea Nacional Francesa (Paris).

## Exposicions
- Galerie Figure (París), 2004.
- Maison d'arrêt (Fleury Merogis),2005.
- Trois Moulins(Issy les Moulineaux); Musée Beaux-Arts (Orléans) ;27eme salon Art expo (Billancourt), 2006.
- Galerie Christiane Peugeot (Paris); Palais ducal (Nevers); Missions Etrangères (Paris); La Fleuriaye, Centre de congrès (Nantes): Exposition à l'UNESCO,(Paris), 2007.
- Expositions Espérance (France et Espagne); Courant d'art - Cathédrale de Rouen (2008).
- Exposició (Pequín), 2010.
- Exposició al Museu d'Arts Contemporanis (Xangai), 2011.
- Exposició al centre UNESCO (Paris), 2012.